# PLOP
PLOP es el fanzine de historietas más longevo que se publica en Alemania.

## Historia
Lo editó por primera vez Heike Anacker entre los años 1981 y 1988. El primer número se repartió gratuitamente en el día del trueque de cómics en Colonia. Andreas Anger se hizo cargo de la publicación de dos números de forma provisional y lo sustituyó Bernhard Bollen, que fue el editor entre los años 1989 y 1993. Andreas Alt es la persona que durante más tiempo se ha encargado de la edición del fanzine, desde 1994 hasta 2007, hasta que le sucedió Melchior Condoi. Alt también fue el editor del ejemplar homenaje a los treinta años de antigüedad de la publicación. En la actualidad es Bernhard Bollen el encargado de la revista.

## Contenido y formato
Cada revista consta de cartas al director, críticas y la parte más importante, historietas. En ellas colaboran tanto artistas consagrados como principiantes. La portada a veces es en color y el contenido es en blanco y negro, en formato DIN A5. Aparece tres veces al año con una tirada de entre 100 y 300 ejemplares.

## Colaboradores
A lo largo de la historia distintos artistas han colaborado en el fanzine: Stefan Dinter, Haggi, Walter Moers, Kim Schmidt, Dirk Tonn, Andreas Alt, Oliver Ferreira, Matthias Langer, Mawil, Chris Noeth, Rattelschneck, Peter Schaaff, Wittek o Heidi Koch entre otros.